# Pour une épingle à cheveux
Pour plus de détails, voir Fiche technique et Distribution.
Pour une épingle à cheveux (簪, Kanzashi, litt. L'Épingle ornementale), est un film japonais réalisé par Hiroshi Shimizu et sorti en 1941.

## Synopsis
Un groupe de pèlerins s'installe pour la nuit dans une station thermale troublant la villégiature des quelques habitués de l'établissement, en particulier du professeur Katada qui aspire à la quiétude afin de pouvoir étudier. Au lendemain de leur départ, Nanmura se blesse sérieusement en posant le pied sur une épingle à cheveux perdue dans un bassin. Parmi les pensionnaires, chacun y va de son avis sur sa propriétaire.
Après un échange épistolaire, c'est une belle jeune femme, Emi, qui se présence pour s'excuser. Une idylle se noue entre Nanmura et la jeune femme bien décidée à ne pas retourner à Tokyo et à tourner la page sur ses activités de geisha. Soutenu par Emi et deux jeunes garçons, Jiro et Taro, Nanmura fait des progrès dans sa rééducation. Mais à la fin de la saison, les pensionnaires repartent les uns après les autres à Tokyo, Nanmura ne fait pas exception et Emi reste seule dans la station thermale désertée.

## Fiche technique
- Titre original : 簪 (Kanzashi?)
- Titre français : Pour une épingle à cheveux[1]
- Titre français alternatif : Le Peigne[2]
- Titre anglais : Ornamental Hairpin
- Réalisation : Hiroshi Shimizu
- Scénario : Yoshitomo Nagase, d'après le récit Yottsu no yubune (四つの湯槽?) de Masuji Ibuse[3]
- Photographie : Suketarō Inokai
- Montage : Yoshiyasu Hamamura
- Décors : Isamu Motoki
- Musique : Takaaki Asai
- Sociétés de production : Shōchiku
- Pays d'origine :  Empire du Japon
- Langue originale : japonais
- Format : noir et blanc — 1,37:1 — 35 mm — son mono
- Genre : comédie dramatique
- Durée : 75 minutes[4] (métrage : huit bobines - 2 065 m[4])
- Date de sortie :
  - Empire du Japon : 26 août 1941[4]

## Distribution
- Kinuyo Tanaka : Emi
- Chishū Ryū : Takeshi Nanmura
- Tatsuo Saitō : le professeur Katada
- Shin'ichi Himori : Hiroyasu
- Hideko Mimura : la femme de Hiroyasu
- Kanji Kawahara : le vieil homme
- Jun Yokoyama : Taro, un petit-fils du vieil homme
- Masayoshi Ōtsuka : Jiro, un petit-fils du vieil homme
- Hiroko Kawasaki : Okiku, l'amie geisha d'Emi
- Takeshi Sakamoto : le propriétaire de l'onsen
- Kōji Matsumoto : chef du personnel de l'onsen
- Munenobu Yui : Toku, un masseur
- Tsuneo Ōsugi : un masseur
- Kayoko Terada : une servante de l'onsen

## Récompenses et distinctions
- 2003 : Prix du public au festival Tokyo Filmex[5]